# Wardenbach
Wardenbach war ein Ortsteil der Gemeinde Windeck im Rhein-Sieg-Kreis. Es bildet heute den östlichsten Teil von Rosbach.

## Lage
Wardenbach liegt auf den Hängen des Bergischen Landes. Nachbarort ist Hurst im Osten, ehemalige Nachbarorte waren Seifen im Westen und Kleehahn im Nordwesten. Der Ort ist über die Landesstraße 333 erreichbar. Östlich vom Ort lag der Auguste-Viktoria-Stift, im Volksmund Waldkrankenhaus genannt.

## Geschichte
Das Dorf gehörte zum Kirchspiel Rosbach und zeitweise zur Bürgermeisterei Dattenfeld.
1830 hatte Wardenbach 27 Einwohner.
1845 hatte der Weiler 21 Einwohner in drei Häusern, davon acht evangelisch und 13 katholisch. 1863 waren es 27 Personen. 1888 gab es 39 Bewohner in neun Häusern.
1962 wohnten hier 53 und 1976 58 Personen.